# Polybutadiene acrylonitrile
Polybutadiene acrylonitrile (PBAN)  hay còn gọi là polybutadiene—acrylic acid—acrylonitrile terpolymer  là một hợp chất đồng trùng hợp hay được sử dụng rộng rãi trong nhiên liệu rắn của tên lửa cùng với chất oxy hóa ammonium perchlorate. Nó chủ yếu được sử dụng như một chất kết dính trong nhiên liệu rắn của các tên lửa khởi tốc lớn vào thập kỷ 60-70 (Ví dụ Titan III và tên lửa khởi tốc của tàu con thoi).
Polybutadiene acrylonitrile cũng thường được sử dụng bởi những người chơi tên lửa nghiệp dư do tính đơn giản, giá thành thấp và tính độc hại thấp hơn so với hydroxyl-terminated polybutadiene (HTPB). HTPB sử dụng isocyanates để lưu hóa, có thời gian lưu hóa nhanh nhưng chúng độc hại hơn. Những nhiên liệu rắn dựa trên PBAN cũng có hiệu suất tốt hơn một chút so với nhiên liệu rắn dựa trên HTPB.
PBAN thường được lưu hóa với việc thêm epoxy, mất vài ngày để lưu hóa ở nhiệt độ cao.

## Sử dụng
PBAN được sử dụng trong chương trình Constellation, nhưng chương trình đã bị hủy bỏ sau đó. PBAN hiện dự kiến sẽ được sử dụng trong các tên lửa đẩy rắn trên tên lửa SLS.